# Константинопольський Олександр Маркович
Олекса́ндр Ма́ркович Константинопольський (* 19 лютого 1910, Житомир — † 21 серпня 1990, Москва) — український і російський радянський шахіст. Міжнародний гросмейстер, шаховий теоретик і тренер, заслужений тренер СРСР (1957).

## Життєпис
Тренував жіночу збірну Радянського Союзу в 1954—1976 роках, у 1976—1982 роках — команди шахістів-заочників.
Молоді роки провів у Києві, де в чемпіонатах міста та чемпіонатах УРСР досяг перших успіхів.
1928 року посів перше місце на малому чемпіонаті Києва, того ж року — друге місце на Всеукраїнському турнірі молоді у Харкові.
В 1931 році посів 3-4 місце у чемпіонаті Києва, а також — 3-5 місце у чемпіонаті УРСР, що проходив в Харкові.
В 1932 та 1933 роках стає переможцем чемпіонату Києва.
1933 року посів третє місце у чемпіонаті УРСР, того ж року отримав звання майстра спорту СРСР.
У 1934 році ділить 1-3 місце на київському чемпіонаті.
1935 року знову стає переможцем чемпіонату м. Київ.
1936 року стає чемпіоном Києва, ділить 3-4 місце на чемпіонаті ВЦСПС в Москві та посідає 4 місце у 8-му чемпіонаті УРСР.
У 1937 році у 10-у чемпіонаті СРСР посів 2-3 місце, у 9-му чемпіонаті УРСР — 3-4 місце.
1938 року з результатом 11 очок з 17 можливих (+7-2=8) Константинопольський посів 3-є місце у 10-му чемпіонаті УРСР.
В 1950 році стає міжнародним гросмейстером.
1954 року на Чемпіонаті Москви посів 2-5 місце.
Звання міжнародного гросмейстера ФІДЕ присвоєно 1983 року за колишні досягнення.
Учасник кількох чемпіонатів СРСР, переможець 1-го чемпіонату.
У складі команди СРСР завоював золоту медаль на 3-й Всесвітній заочній олімпіаді (1958—1961 років).
Був головою федерації шахів міста російського міста Самари.
Серед його учнів — Давид Бронштейн, Любов Якір, шаховий журналіст Лев Харитон.

## Турнірні результати

### Результати виступів у чемпіонатах України
Олександр Константинопольський зіграв у 6-ти фінальних турнірах чемпіонатів України, набравши при цьому 52½ очка з 87 можливих (+33-15=39).
| Рік  | Місто  | Турнір                 | + | − | =  | Результат | Місце  |
| ---- | ------ | ---------------------- | - | - | -- | --------- | ------ |
| 1931 | Харків | 6-й чемпіонат України  | 4 | 3 | 4  | 6 з 11    | — 5    |
| 1933 | Харків | 7-й чемпіонат України  | 3 | 2 | 3  | 4½ з 8    | Bronze |
| 1936 | Київ   | 8-й чемпіонат України  | 7 | 3 | 7  | 10½ з 17  | 4      |
| 1937 | Київ   | 9-й чемпіонат України  | 7 | 2 | 8  | 11 з 17   | — 4    |
| 1938 | Київ   | 10-й чемпіонат України | 8 | 2 | 7  | 11½ з 17  | Bronze |
| 1940 | Київ   | 12-й чемпіонат України | 4 | 3 | 10 | 9 з 17    | 8 — 9  |